# Pouca Pausa (canção)
"Pouca Pausa” é uma canção da Clau em parceria com os grupos de rap Haikaiss e Cortesia da Casa, lançada oficialmente no dia 15 de Junho de 2018, junto com o clipe, pela gravadora Universal Music.

## Vídeo musical
Com direção de Bruno Fioravanti, o clipe foi gravado em um estúdio no Rio de Janeiro. No vídeo, Clau mostrou um lado mais sensual, ainda pouco visto pelo público.
"Foi ótimo. Eu quero poder explorar as diversas faces dessa mesma artista que sou eu. Gosto de transmitir minhas ideias através da minha música", disse Clau em entrevista.

## Composição
Ela foi composta por Renato Sheik, Philipe Tangi, NeoBeats, Pedro Qualy e SPVic, e a música traz uma letra romântica e sensual.
"Cada um expõe seu ponto de vista sobre um romance, uma paixão. A música mostra uma pessoa que se prende um pouco, diz que não, mas na hora da emoção se deixa levar pelo momento", disse Clau.

## A parceria
"Então, a parceria surgiu bem antes da música, né? Eles são meus amigos, de verdade, de anos.. E a gente sempre vê as músicas gravadas um do outro.. Eu já cantei em show do Haikaiss, do Cortesia da Casa. Mas faltava oficializar essa parceria em uma música. Então estávamos em um dia no estúdio com eles e eles estavam produzindo a música, era até uma versão em espanhol… E eu tava lá de bobeira, nem tava gravando nada não. Daí eles falaram: 'Clau, coloca tua voz aí, pra gente ver como é que fica'. Daí eu coloquei a voz no refrão e todo mundo amou a música. A gravadora amou também. E a gente decidiu lançar com o meu nome. Então, aconteceu naturalmente e da melhor forma possível."

## Nas paradas musicais
Com mais de 305 mil reproduções na últimas 24 horas, “Pouca Pausa” colocou Clau, pela primeira vez, no Top 10 das músicas mais ouvidas dos usuários brasileiros no Spotify e também no Top 10 da parada Viral Global. A faixa já recebeu Certificado de Platina Triplo pela vendagem de mais de 240 mil unidades do single e é o maior sucesso da carreira de Clau, atualmente, já ultrapassou a marca de 95 milhões de reproduções no Spotify.

## Prêmios e indicações
| Prêmio   | Ano  | Categoria    | Indicação                                            | Resultado | Ref.  |
| -------- | ---- | ------------ | ---------------------------------------------------- | --------- | ----- |
| MTV MIAW | 2019 | Feat. do Ano | "Pouca Pausa" — Clau part. CortesiaDaCasa & Haikaiss | Indicada  | [ 1 ] |